# Cantone di Machala
Il Cantone di Machala è un cantone dell'Ecuador che si trova nella Provincia di El Oro. Nel cantone si trova Puerto Bolívar, uno dei maggiori porti commerciali dell'Ecuador dopo quello di Guayaquil.
Il capoluogo del cantone è Machala, quinta città per numero di abitanti dell'Ecuador.